# Горка (Лентьевское сельское поселение)
Горка — деревня в Устюженском районе Вологодской области.
Входит в состав Лентьевского сельского поселения (с 1 января 2006 года по 9 апреля 2009 года входила в Мерёжское сельское поселение), с точки зрения административно-территориального деления — в Мерёжский сельсовет.
Расположена на правом берегу реки Орёл. Расстояние до районного центра Устюжны по автодороге — 22 км, до центра муниципального образования деревни Лентьево по прямой — 13 км. Ближайшие населённые пункты — Вешки, Окулово, Орёл.

## Демография
По переписи 2002 года население — 7 человек.